# Akçataş, Hacıbektaş
Akçataş là một xã thuộc huyện Hacıbektaş, tỉnh Nevşehir, Thổ Nhĩ Kỳ. Dân số thời điểm năm 2011 là 71 người.